# Király Nóra
Király Nóra (Budapest, 1978. október 21. –) magyar politikus. Újbuda, Budapest XI. kerületének önkormányzati képviselője 2006-tól 2019-ig, illetve 2014 és 2019 között alpolgármestere. A 2019-es magyarországi önkormányzati választáson nem szerzett mandátumot. A Fidesz – Magyar Polgári Szövetség tagja. A 2024-es önkormányzati választáson a Fidesz-KDNP polgármesterjelöltje volt a XI. kerületben; 34,07 százaléknyi szavazatot kapott, így nem nyerte el a posztot.

## Életútja
Budapesten született a XI. kerületben, melynek később önkormányzati képviselője lett. Nagycsaládban nőtt fel, két testvére van, húga logopédus, öccse értékesítési menedzser.
Az Arany János Általános Iskola- és Gimnáziumban  érettségizett 1997-ben. A Kereskedelmi és Vendéglátóipari Főiskolán 2003-ban közgazdász, a Budapesti Közgazdaságtudományi Egyetemen 2007-ben politológus diplomát szerzett.
Születése óta a XI. kerületben él, 25 éve Sasadon. 2002-től a XI. kerületi Fidelitas, majd a Fidesz tagja. 2004-től a gazdagréti és a sasadi körzet területfelelőse. 2006-tól 2019-ig Újbuda, XI. kerületének önkormányzati képviselője.
2014 őszén harmadszor nyert az önkormányzati választásokon 16-os választókerületben. 2014 őszén a képviselő-testület alpolgármesterré választotta, Hoffmann Tamás polgármester  rábízta a kerületi közbiztonság és az egészségügy irányítását.
Gazdagréten, a választókörzetében javaslatára termelői piac kezdhette meg működését.
Több civil szervezet, egyesület alapító tagja. (Fiatal Családosok Klubja, Mindennapok Női Szemmel Egyesület, Gazdagréti Összefogás Egyesület). 
Ötgyermekes édesanyaként támogatja a fiatal családokat,  a nők atipikus foglalkoztatását, a családbarát ellátások, munkahelyek elterjesztését, a baba- és mama barát szülészetek és az anyatejes táplálás népszerűsítését.
Nevéhez fűződik a Jegyescsomag felkarolása és elterjesztése, amely házasulandóknak kíván ajándékot, útmutatást adni az életkezdéshez, gyermekvállaláshoz.

## Családja
Öt gyermeke született: András (2007), Balázs (2008), Zsuzsanna (2010), Julianna (2012), Krisztina (2015).

## Sport
Aktív crossfit sportoló. 2016-ban masters kategóriában súlyemelő magyar bajnokságot nyert.

## Politikai tevékenység
2018 márciusában a Mindennapok Női Szemmel nevű egyesület alapítójaként Juhász Pétert a közéletből való távozásra szólította fel. Szintén márciusban Janiczak Dávid, Ózd jobbikos polgármesterével szemben indított ellen-kampányt online petíció formájában. A sajtó bírálta amiért a civil tevékenységet politikai támadásra használta.

## Művei
- Király Nóra-Kassai Etelka: Bonnie csodálatos élete. Egy papagáj álomkalandjai az élet dzsungelében (2023)